# فريدريش لايبنتس
فريدريش لايبنتس (بالألمانية: Friedrich Leibnütz، ولد في 1597م - 1652م) كان محاميا لوثريا وكاتب العدل، وأستاذ الفلسفة الأخلاقية في جامعة لايبزيغ . كان والد غوتفريد لايبنتس .

## سيرته الشخصية
ولد لايبنتس في آلتنبورغ، وهو ابن لأمبروسيوس لايبنتس الذي كان يعمل موظف حكومي، وابن لسيدة نبيلة من لايبزيغ تدعى آنا ديورلين.
أكمل درجة الماجستير في جامعة لايبزيغ خلال عام 1622 وأصبح خبيرًا اكتواريًا في الإدارة بالجامعة. نتج عن زواجه الأول عام 1625 ولدًا اسمه يوهان فريدريش وابنة اسمها آنا روزينا. انتخب رئيسًا للفلسفة الأخلاقية في لايبزيغ عام 1640. وانتهى زواجه بدون أطفال من زوجة ثانية التي توفيت عام 1643. نتج عن زواج لاحق عام 1644 من كاثرينا شموك وهي ابنة محامٍ مشهور و أستاذ في القانون ابنًا وحيدًا هو الموسوعي غوتفريد لايبنتس.
خلال عام 1646 كان ليبنيز نائبًا لرئيس كلية الفلسفة وكان أيضًا أستاذًا للفلسفة الأخلاقية في جامعة لايبزيغ، بالإضافة إلى عمله كخبير اكتواري. كان يمتلك مجموعة من الكتب ذات المصادر القديمة. توفي في لايبزيغ. لايبنيز معروف لأن «أحفاده» رياضيين كبار، ومنهم كارل فريدريش غاوس، حيث يبلغ عددهم أكثر من 119.000.